# G̃
|  | 제목의 글자 중 유니코드에 없는 글자가 있어서 다른 제목을 씁니다. 이 문서의 올바른 제목은 입니다. |

G̃, g̃는 로마자의 일종이다.
이 문자는 많은 알파벳에 존재하지 않는다.  이 문자가 포함된 알파벳의 예는 다음과 같다.
과라니어 알파벳 – 여기서 물결표는 /g/의 비음화를 표시하며 소리 /ŋ/를 나타낸다.
필리핀어 알파벳 – 스페인 식민지 시대부터 20세기 중반까지 타갈로그어에 스페인어 철자법 채택
수메르어 – 설형 문자를 전사하는 데 사용되는 멸종된 언어다.
북부 사미어 철자법 – g̃는 1832년 Ræsonneret lappisk sproglære에서 Rask가 사용한 사미 알파벳에 나타난다.

## 유니코드
유니코드는 g̃를 미리 구성된 문자가 아닌 결합 분음 부호(U+0303 ◌̃ COMBINING TILDE)와 물결표로 인코딩한다.  따라서 물결표는 일부 서체 및 시스템과 제대로 정렬되지 않을 수 있다.  또한 이 문자를 입력하기 어렵기 때문에 과라니어 화자는 곡절 부호(ĝ)가 있는 g로 대체하거나 분음 부호를 모두 생략한다.